# Tricholita syrissa
Tricholita syrissa là một loài bướm đêm trong họ Noctuidae.